# 서치:미
《서치:미》는 2023년 11월 16일부터 2024년 1월 4일까지 방영 중인 KBS 2TV에서 예능 프로그램이다.

### 방송 일시
| 빙송 채널 | 방송 기간                       | 방송 시간                   | 분량 | 비고           |
| --------- | ------------------------------- | --------------------------- | ---- | -------------- |
| KBS 2TV   | 2023년 11월 16일~2024년 1월 4일 | 평일 목 밤 9:45 ~ 10:55(본) | 75분 | 중간 광고 포함 |

## 기획 의도
점점 더 발전하는 언택트 사회! 만약 ‘나’를 철저하게 흉내 내는 메신저 계정들이 있다면 지인은 진짜 나를 찾아낼 수 있을까?
플레이어&진짜 지인(찐친)의 진정한 친밀도를 검증한다. 지금껏 보지 못한 다채로운 언택트 추리와 미션이 펼쳐지는 역대급 지인 추리 버라이어티!

## 출연진
- 전현무
- 이은지
- 곽범
- 손동표